# 品質
品質（ひんしつ、クオリティ = quality）は、工場で生産された製品や、サービス業が提供するサービスの有する特性、もしくは属性をいう。

## 品質の定義
JIS Z 8101では、1999年まで、品質を「品物又はサービスが、使用目的を満たしているかどうかを決定するための評価の対象となる固有の性質・性能の全体」と定義していた。1999年の改訂の際、この定義は削除された。
ISO 9000では、「本来備わっている特性の集まりが、要求事項を満たす程度」と定義されている。
品質工学では、「品質とは、品物が出荷後、社会に与える損失である。ただし、機能そのものによる損失は除く」と定義されている。
一般的な英語でqualityという意味は日本語の品質より幅広く、高級や上質、すばらしいという意味がある。カタカナ英語としてのクオリティはその意味で使われる場合が多い（例として、製造上の要求事項を満たしており品質は満たしている低質な紙でも、クオリティーの低い紙と表現されるなど）。

## 概要
ISOやJISの定義する狭義の品質という意味であれば、提供者又は需要者が定めた仕様から逸脱していないという事である。広義の品質(quality)は非常に広範な概念を含む語であり、一概に定義づけることは難しいが、おおよそ、提供される製品やサービスについて、買い手側である顧客（消費者）が求める特性との合致度と考えられる（合致度が高ければ品質が高いといわれる）。また、上質、すばらしい、高級と消費者が感じれば品質が高いと考えられる。クオリティという言葉には上質や素晴らしいという意味だけであり、狭義の品質は含まれない場合もある。例えば、「壊れやすいが、素晴らしい仕上げで珍しい皮革を使ったカバン」、「非常に動作が不安定だが、プレイヤーを感動させるゲームソフト」などはクオリティが高いが、品質は悪いという表現がされる。画像フォーマットのJPEGではクオリティというパラメータがあるが、それは画像の圧縮率を示すものであり、そのクオリティが低くてもJPEGの仕様を満たす品質である。また、それに収録される絵や写真、文章字体のクオリティも問われない。
機械類などの工業製品であれば、次のような項目が含まれると考えられる。
- 寸法のばらつき
- 信頼性（故障のしにくさ、動作不良）
- 安全性（使用時のほか、故障時のフェイルセーフ設計も含む）
- デザイン、仕上がり
- 保守性

食品類なら
- 味、風味、香り
- 安全性
- 色合い

サービス業においては
- 設備の清潔さ
- 接客態度の良し悪し
- 仕上がりの良し悪し

などが考えられる。